# のれんす号

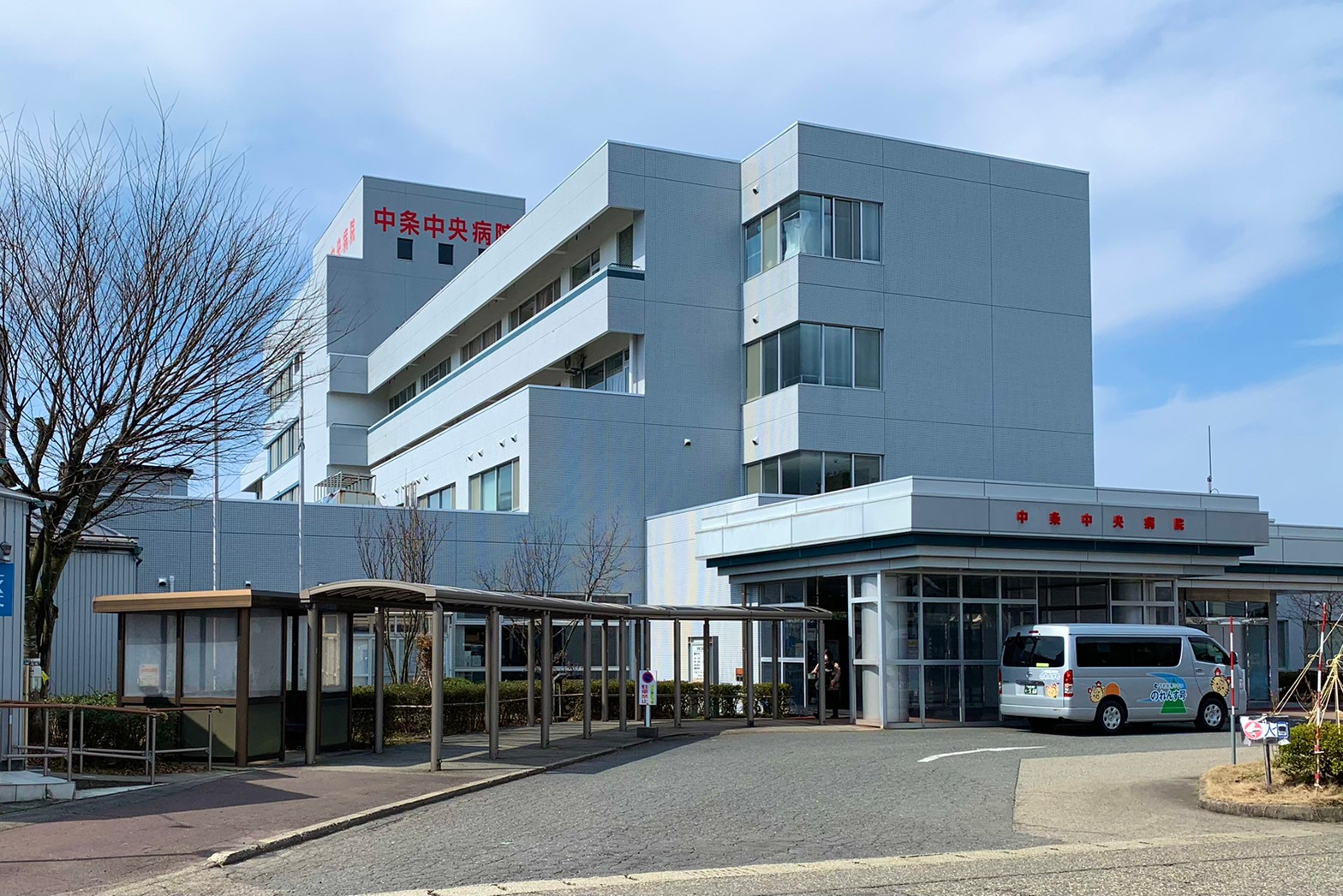
中条中央病院に停車中の「のれんす号」（2022年3月）

のれんす号（のれんすごう）は、新潟県胎内市のほぼ全域で運行されているデマンド交通である。「デマンドたいない のれんす号」や「デマンドタクシー のれんす号」と呼ばれることもある。経路は非固定のドアtoドア方式であり、「エリア型」に分類される。

## 概要
ワゴン車を主に使用したデマンド交通である。市内を4つのエリア（中条築地、乙、黒川、中心市街地）に分け、各エリア内または各エリア⇔中心市街地の便が概ね1時間毎に設定されている。乗降場所はエリア内どこでも指定可能で、予約状況に合わせて経路が決定される。市外に位置する坂町駅や県立坂町病院なども例外的に利用可能エリアに含まれている。
初回のみ利用登録が必要となるが、市民のみならず市外の人も利用でき、市内の観光施設ではアクセス手段として紹介されている。

### 運賃
1回あたり300円（小児半額）の定額運賃となっており、回数券や定期券も販売されている。

## 沿革
2007年に採択された内閣府全国都市再生モデル調査「公共交通システムと交通拠点整備による都市再生とコンパクトシティへの誘導調査」の結果を踏まえ、2008年の胎内市地域公共交通総合連携計画策定を経て2009年（平成21年）4月、NTT東日本のシステムを用い、中条町商工会を運営主体として運行開始。その後は増便が重ねられ、2013年（平成25年）4月からは休日も運行となった。

### のれんす号導入に伴う公共交通網再編
胎内市内では2007年時点で路線バス（4条バス）7系統のほか、曜日運行のコミュニティバス、福祉バスが運行されていたが、2009年4月、のれんす号運行開始に合わせて大きく再編され（コミュニティバスは廃止）、その後は段階的に移行が進み、2017年9月末の中条～築地～新発田線廃止をもって市内の路線バスはすべて撤退となった。市内に設けられていた新潟交通観光バス中条営業所も廃止となった。

## 利用状況
2018年度の年間利用者数は5.6万人である。2017年10月の調査によれば、乗降場所は中条中央病院や県立坂町病院などの医療機関が最多で、次いで福祉施設、スーパー、駅、温泉施設となっている。